# Pozwól mi wejść (film 2008)
Pozwól mi wejść (szw. Låt den rätte komma in) – szwedzki horror filmowy z 2008 roku w reżyserii Tomasa Alfredsona powstały na podstawie powieści pt. Wpuść mnie autorstwa Johna Ajvidego Lindqvista. Opowiada historię dwunastoletniego chłopca i jego przyjaźni z dziewczynką, która jest wampirem. Akcja dzieje się na Blackebergu, na przedmieściach Sztokholmu, we wczesnych latach 80. 
Pozwól mi wejść miało swoją premierę na Göteborg Film Festival 26 stycznia 2008. Podczas 63. ceremonii wręczenia nagród Brytyjskiej Akademii Filmowej film nominowany był za najlepszy film nieanglojęzyczny.
W 2010 roku zrealizowano remake filmu, obraz Pozwól mi wejść w reżyserii Matta Reevesa.

## Opis fabuły
Oskar jest nieśmiałym dwunastoletnim chłopcem. Mieszka razem z matką na Blackebergu na przedmieściach Sztokholmu. Jest dręczony przez kolegów z klasy. Czas po szkole spędza na wyobrażaniu sobie zemsty na swoich oprawcach. Zbiera też wycinki z gazet o zbrodniach i morderstwach. Pewnej nocy na placu zabaw spotyka Eli, dziewczynkę w swoim wieku. Przeprowadziła się ona ostatnio do mieszkania obok razem ze starszym mężczyzną, Håkanem. Na początku ostrzega Oskara, że nie mogą zostać przyjaciółmi. Któregoś wieczora wpadają na siebie ponownie i chłopiec pożycza jej kostkę rubika. Po tym zdarzeniu z upływem czasu dwójka staje się sobie bliższa. 
W międzyczasie Håkan zabija losowego przechodnia, by pozyskać krew dla Eli. Przerywają mu nadchodzący spacerowicze z psem. Mężczyzna zabiera swoje rzeczy z miejsca zbrodni i ucieka, zostawiając za sobą ciało. Eli jest zła, że nie udało mu się wykonać zadania. Wobec tego decyduje się sama zająć problemem. Napada i zabija mieszkającego w okolicy mężczyznę, Jocke'a, który wraca do domu po tym, jak pożegnał się ze znajomym, Lacke'em. Atak ze swojego mieszkania zauważa Gösta, który po zobaczeniu szokującego zdarzenia opowiada o nim swoim znajomym. Grupa bada miejsce zbrodni, lecz znajduje tylko ślady krwi. Håkan ukrywa ciało Jocke'ego w dziurze lodowej pobliskiego jeziora. 
Eli dowiaduje się, że Oskar jest prześladowany w szkole. Pyta go o ranę na policzku, po czym chłopiec wyjawia jej, że odpowiedzialni są za nią chłopcy ze szkoły. Dziewczynka mówi mu, że powinien postawić się tym, którzy mu dokuczają. Obiecuje, że gdy zajdzie taka potrzeba, pomoże mu. Dzięki jej radzie Oskar zapisuje się na zajęcia treningu siłowego.
Håkan ponownie stara się zdobyć krew dla Eli poprzez uwięzienie nastoletniego chłopca w szatni po szkole. Zostaje zauważony przez znajomych ofiary, po czym ucieka i chowa się w łazience obok. Zdaje sobie jednak sprawę z tego, że już nie może uciec. Oblewa twarz kwasem, by ją zniekształcić i sprawić, by nie został rozpoznany i powiązany z Eli. Po incydencie dziewczynka odwiedza Håkana w szpitalu. Dostaje się do jego pokoju poprzez wspięcie się po zewnętrznych ścianach budynku. Mężczyzna ofiaruje jej swoją krew, by mogła się posilić, z czego dziewczynka korzysta. Po tym Eli udaje się do mieszkania Oskara. Prosi go, by pozwolił jej wejść do środka.
Podczas szkolnej wyprawy nad zamarznięte jezioro dręczyciele grożą Oskarowi. Tym razem jednak chłopiec przeciwstawia się im i uderza lidera grupy kijem, raniąc go w ucho. Inne dzieci natomiast odkrywają zwłoki Jocke'ego pod lodem. Wezwana jest policja i ciało zostaje wydobyte na powierzchnię. Jakiś czas później Oskar spotyka się z Eli. Wpada na pomysł, by rozciąć sobie dłoń, aby mógł zawrzeć z nią pakt krwi. Nie jest świadomy tego, że jest ona wampirem i może ją to sprowokować. Dziewczynka zlizuje z podłogi krew, po czym, nie chcąc skrzywdzić przyjaciela, ucieka.
Następnie Gösta nakłaniany jest przez znajomych do złożenia zeznań w sprawie morderstwa Jocke'go. Mężczyzna upiera się jednak i odmawia. Podczas spotkania grupy Virginia kłóci się ze swoim partnerem, Lacke'em. Wychodzi z mieszkania i zostaje zaatakowana przez Eli. Lacke zauważa incydent i ratuje ją, kopiąc dziewczynkę. Virginia przeżywa napad, ale odkrywa potem, że stała się bardzo wrażliwa na światło słoneczne. Odwiedza Göstę, ale zostaje brutalnie zaatakowana przez jego koty. Po tych zdarzeniach Oskar konfrontuje się z Eli, która przyznaje się do bycia wampirem.
Podczas pobytu w szpitalu Virginia prosi personel, by odsłonięte zostały rolety w jej pokoju. Gdy do pomieszczenia wpada światło słoneczne, kobieta staje w ogniu. Lacke pragnie zemsty i tropi Eli, aż dociera do jej mieszkania. Włamuje się do środka i znajduje ją śpiącą w wannie. Przygotowuje się do tego, by ją zabić, ale Oskar interweniuje. Eli budzi się, skacze na mężczyznę i pożywia się jego krwią, pozbawiając go życia. Chłopiec na początku jest w szoku, nie odrzuca jednak dziewczynki. Sąsiad z góry, niezadowolony z hałasów, uderza w sufit. Eli rozumie, że nie jest bezpiecznie, by dłużej zostać w mieszkaniu. Całuje Oskara na pożegnanie.
Następnego dnia Oskar pojawia się na basenie, by kontynuować ćwiczenia. Grupa jego dręczycieli rozpala ogień, by wywabić nauczyciela na zewnątrz. Po tym, gdy się to udaje, wchodzą do środka i nakazują wszystkim dzieciom oprócz Oskara, by opuściły budynek. Jeden z chłopców każde mu wytrzymać pod wodą trzy minuty i grozi, że jeśli mu się nie uda, wydłubie mu oko. Gdy Oskar jest podtapiany, Eli zjawia się na miejscu i ratuje go poprzez zabicie oprawców. 
Później Oskar jedzie pociągiem razem z Eli. Dziewczynka schowała się w pudle, które chłopiec trzyma obok siebie. Ze środka Eli wystukuje słowo "pocałunek" w kodzie Morse'a, na co Oskar odpowiada tym samym, wystukując "mały pocałunek". 

## Wampiryzm
W filmie nie pojawiają się drewniane kołki, krzyże, czosnek czy widoczne kły, które są stałymi elementami w opowieściach o wampirach. Uwidocznione są jednak inne wampiryczne wartości: nieprzyjemny zapach ciała, wrażliwość na promienie słoneczne, nadludzka siła oraz konieczność zaproszenia wampira do środka, by mógł on wejść do domu, do czego nawiązuje tytuł. 

## Obsada
- Kåre Hedebrant jako Oskar
- Lina Leandersson jako Eli
- Per Ragnar jako Håkan
- Henrik Dahl jako Erik
- Karin Bergquist jako Yvonne
- Peter Carlberg jako Lacke
- Ika Nord jako Virginia
- Mikael Rahm jako Jocke
- Karl Robert Lindgren jako Gösta
- Anders T Peedu jako Morgan
- Pale Olofsson jako Larry
- Cayetano Ruiz jako magister Avila
- Patrik Rydmark jako Conny
- Johan Sömnes jako Andreas
- Mikael Erhardsson jako Martin
- Rjakomus Luthander jako Jimmy
- Sören Källstigen jako przyjaciel Erika
- Bernt Östman jako pielęgniarka Virginia
- Kajsa Linderholm jako nauczyciel
- Susanne Ruben jako starsza Eli
- Elif Ceylan jako głos Eli